# Sportfysiotherapie
Sportfysiotherapie is een specialisatie binnen de fysiotherapie die zich richt op de behandeling en begeleiding van sporters met lichamelijke klachten aan het houdings- en bewegingsapparaat.
De sportfysiotherapeut werkt over het algemeen in een praktijk, in het ziekenhuis of bij een sportvereniging.

## Belangenorganisatie
De belangen voor de sportfysiotherapeuten in Nederland worden behartigd door de Nederlandse Vereniging voor Fysiotherapie in de Sportgezondheidszorg (NVFS).

## Centraal Kwaliteitsregister
Vanaf 2015 dient men in het bezit te zijn van een masterdiploma sportfysiotherapie om in het deelregister sportfysiotherapie van het Centraal Kwaliteitsregister (CKR) van het Koninklijk Nederlands Genootschap voor Fysiotherapie (KNGF) opgenomen te worden.